# San José Tenería, Oaxaca
San José Tenería är en ort i Mexiko.   Den ligger i kommunen San Miguel Amatitlán och delstaten Oaxaca, i den sydöstra delen av landet, 210 km sydost om huvudstaden Mexico City. San José Tenería ligger 1 518 meter över havet och antalet invånare är 280.
Terrängen runt San José Tenería är huvudsakligen kuperad, men åt nordost är den platt. Terrängen runt San José Tenería sluttar västerut. Runt San José Tenería är det ganska tätbefolkat, med 96 invånare per kvadratkilometer. Närmaste större samhälle är San Lorenzo Vista Hermosa, 7,6 km nordväst om San José Tenería. I omgivningarna runt San José Tenería växer huvudsakligen savannskog.